# Женщина Сайкаку
«Женщина Сайкаку» (яп. 西鶴一代女 Сайкаку итидай онна, также «Жизнь О-Хару, куртизанки», в прокате СССР — «Жизнь без счастья») — чёрно-белый исторический фильм режиссёра Кэндзи Мидзогути, снятый по произведению Ихары Сайкаку «История любовных похождений одинокой женщины» (яп. 好色一代女 ко:сёку итидай онна). Основной темой фильма является жизнь О-Хару (яп. お春), рождённой в знатной семье, но в результате череды событий превращающейся в уличную проститутку. Фильм находится в общественном достоянии.

## Сюжет
Действие происходит в XVII веке. Главная героиня, пожилая уличная проститутка О-Хару (Кинуё Танака), идёт по кварталу красных фонарей Нары, прикрыв лицо тканью. На улице она встречает своих коллег, которым рассказывает, как над ней посмеялись путешествующие монахи. Они пытаются расспросить О-Хару о её прошлом, но она отказывается говорить с ними. О-Хару привлекает звук богослужения в храме, где она замечает скульптуру, очень похожую на её первую любовь, Кацуносукэ (Тосиро Мифунэ), и улыбается ей. О-Хару начинает вспоминать историю своей жизни.

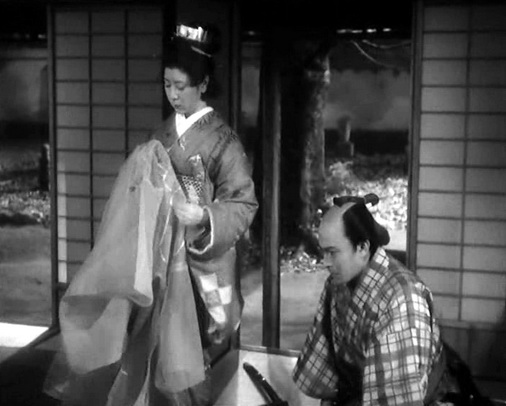
О-Хару и Кацуносукэ

Зритель переносится в 1686 год. Оказывается, что О-Хару — дочь самурая Окуи Синдзамона (яп. 奥井新左衛門 Окуи Синдзаэмон), в подростковом возрасте служившая при дворце. Однажды ей позволили покинуть дворец, чтобы принести первый урожай чая в святилище Симогорё (яп. 下御領). У ворот она встретила Кику-но Кодзи (яп. 菊小路, Масао Симидзу), который начинает расспрашивать её о письмах, отправленных ей Ниси-но тоином. За этим наблюдает Кацуносукэ, пехотинец (яп. 若党) на службе у Кику-но Кодзи. Кацуносукэ от имени Кику-но Кодзи назначает ей встречу в гостинице, где признаётся в любви. О-Хару сначала отвергает его из-за различия в статусе, но он горячо убеждает её в том, что социальное происхождение не важно, а счастье женщине можно получить лишь вступив в счастливый брак. О-Хару сообщает, что ни отец, ни придворные не позволят случиться их союзу. В это время в гостиницу в поисках нелегальных проституток входит отряд полицейских, который застаёт О-Хару в объятиях Кацуносукэ. Её вместе с родителями приговаривают к изгнанию, а его казнят. Семья О-Хару переезжает в деревню близ Киото. Отец (Итиро Сугаи) постоянно ругает О-Хару обвиняя в том, что она опозорила их род. Мать (Цукиэ Мацуура) втайне от отца передаёт дочери послание от Кацуносукэ, составленное перед казнью, в котором тот просит её выйти замуж обязательно за того, кто будет её любить. О-Хару, прочтя его, пытается зарезаться, а затем утопиться, но мать останавливает её.
В Киото прибывает срочный гонец (не существовавшего в действительности) даймё Харутаки Мацудайры, которому срочно требуется наложница, чтобы родить наследника вместо бесплодной жены. Гонец Исобэ Ятайэмон (яп. 磯部弥太衛門, Тораносукэ Огава) обращается к богатому купцу по имени Сасая Кахэй (яп. 笹屋嘉兵衛, Эйтаро Синдо) с просьбой устроить смотрины: даймё перечислил множество пожеланий, которым избранница должна соответствовать. На наскоро собранном рынке невест найти таковую не удаётся, но гонец замечает О-Хару среди обучающихся танцам девушек. Она полностью соответствует всем требованиям. Кахэй заручается согласием отца О-Хару, обещая 100 рё содержания, если той удастся родить сына. О-Хару пытается отказаться, но отец отсылает её в Эдо.

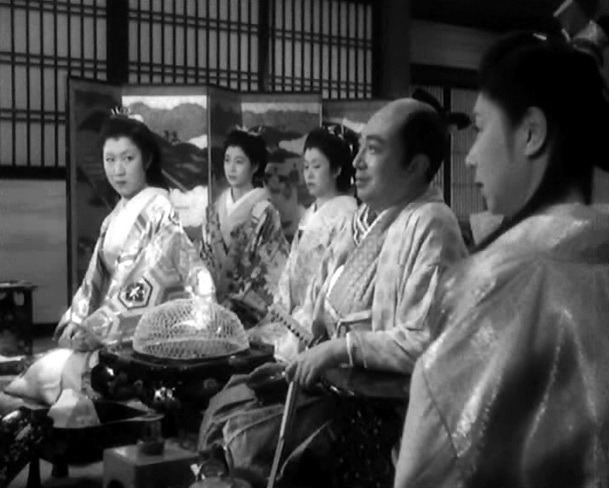
Кукольное представление

В замке Мацудайры жене Харутаки (яп. 奥方 окугата, Хисако Яманэ) сообщают о том, что Исобэ вернулся с новой наложницей. Окугата потрясена, но сохраняет самообладание и холодно приветствует О-Хару согласно этикету. Следующая сцена происходит, когда Мацудайре показывают кукольное представление из Киото, и даймё приглашает О-Хару сесть рядом с собой. Мацудайра интересуется, не скучает ли его новая наложница по дому, нравится ли ей представление. На сцене в этот момент разлучница разделяет пару марионеток. Жену Харутаки переполняют чувства, она покидает помещение.

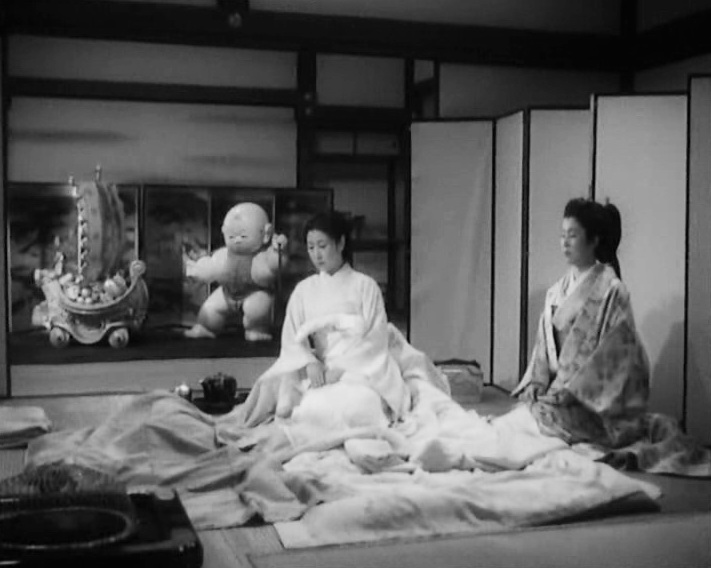
Госпожа Мацудайра забирает новорождённого у О-Хару

О-Хару родила мальчика, об этом сообщают Харутаке. О-Хару говорит сидящей рядом служанке, что, несмотря на изначальное нежелание переезжать в имение Мацудайры, теперь, родив, она счастлива. Служанка поправляет: «Ты должна говорить: „После того, как мне была дарована честь родить“ (яп. 生ませて頂けました)». После этого в комнату входит госпожа Мацудайра и приказывает забрать ребёнка. Самураи решают, что после рождения наследника О-Хару больше не нужна, и отсылают её домой, а отец в это время заключает крупные сделки в долг, надеясь расплатиться за счёт дочери. При этом с собой ей дали всего пять рё. Отец продаёт дочь в публичный дом Маруя (яп. 丸屋) в Симабару, несмотря на возражения матери.

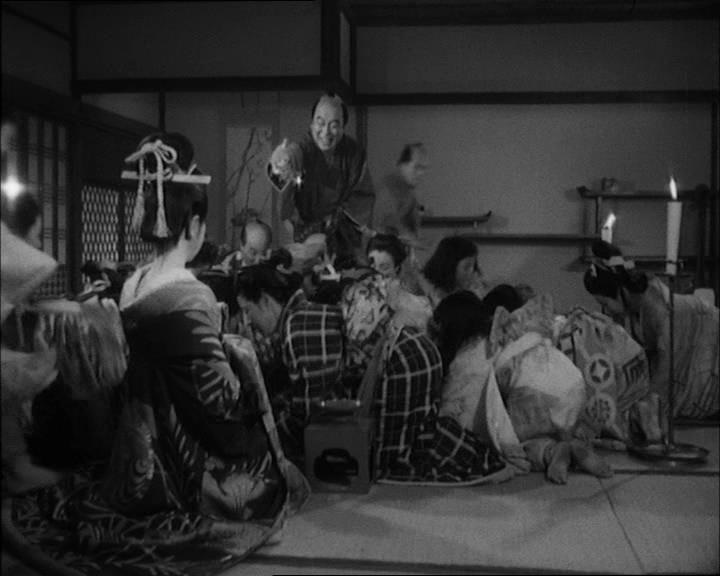
Посетитель разбрасывает деньги, все, кроме О-Хару собирают их

О-Хару теперь работает таю в дорогом борделе. Однажды туда является бедно одетый мужчина (Эйсиро Янаги), заявляющий, что 20 лет работал и скопил большую сумму. Персонал пытается выдворить его, но мужчина высыпает на пол целую гору монет, и ему готовят лучшую комнату, исполнительниц, служанок и О-Хару. Она начинает исполнять танец, но клиент говорит, что это не обязательно, и высыпает на пол ещё гору монет. Все присутствующие, за исключением О-Хару, бросаются собирать деньги. Клиент, удивлённый её поведением, сообщает, что выкупит её, чтобы жениться, а затем начинает смеяться, говоря, что, имея деньги, можно заполучить что угодно, включая самых гордых женщин. В этот момент в комнату врываются полицейские вместе с хозяином борделя: клиент оказался фальшивомонетчиком.

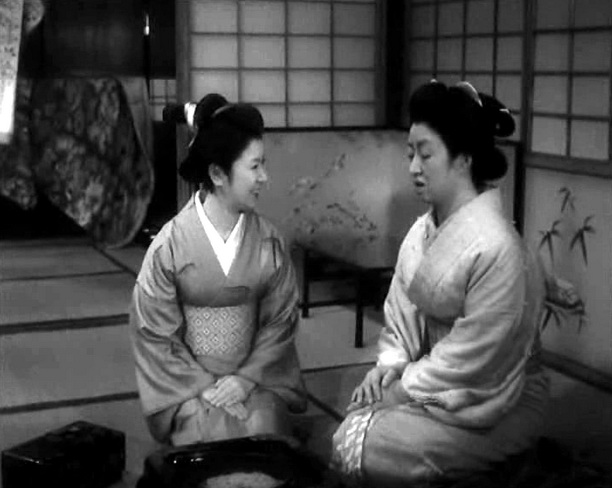
О-Хару и О-Васа

О-Хару покидает бордель вместе с матерью. Они приходят к храму, где О-Хару слышит нищенку, играющую утончённую мелодию. Она спрашивает у неё, где та узнала исполняемую песню, на что нищенка отвечает, что раньше была куртизанкой высшего класса. О-Хару устраивается работать к Сасае Кохэю и его жене, О-Васе (яп. お和佐 о-васа, Садако Савамура). О-Васа рассказывает О-Хару свой секрет: она облысела после болезни и теперь её причёске требуется особая забота, чтобы муж не догадался. Это будет единственной работой О-Хару. После того, как та делает ей хорошую причёску, О-Васа предлагает мужу найти мужа для О-Хару. Один из работников Кохэя, Бункити (яп. 文吉, Акира Оидзуми), влюблён в О-Хару, однако она отклоняет его притязания.
Один из клиентов Кохэя, Хисая Дадзабуро (яп. 菱屋太三郎, Дайсукэ Като), узнаёт О-Хару и сообщает о её работе в борделе Кохэю. О-Васа начинает ревновать мужа, посчитав, что он посещал О-Хару в борделе, и заставляет О-Хару обрезать волосы. Кохэй, придя помолиться Будде и застав О-Хару одну, насилует её, заявляя, что теперь может получить то же, что и в борделе, но бесплатно. О-Хару мстит О-Васе: она натравливает кошку забрать у спящей О-Васы шиньон из собственных волос, в результате Кохэй узнаёт о её лысине. О-Хару возвращается в родительский дом и вскоре выходит замуж за изготовителя вееров Якити (яп. 弥吉, Дзюкити Уно). Этот счастливый брак длится совсем недолго: Якити убивают воры.
О-Хару решает уйти в монахини. Она обращается к встреченной настоятельнице (Кикуэ Мори), та соглашается подготовить О-Хару к постригу. Так как О-Хару не досталось наследства, она берёт деньги на одежду в долг у Бункити. Другой работник Кохэя, Дзихэй (яп. 治平, Бункэй Сиганоя), отправляется к О-Хару забрать долг и заставляет её раздеться. Голую О-Хару видит настоятельница и изгоняет, не желая слушать объяснения. Бункити предлагает О-Хару бежать вместе, но его вскоре ловят. О-Хару становится нищей и играет на улице утончённую музыку своей молодости. На улице она замечает паланкин своего сына, уже подростка.
Через некоторое время О-Хару находит мать и сообщает, что отец О-Хару мёртв, а сын, новый даймё Ёситака Мацудайра, желает поселить свою настоящую мать рядом с собой. Её приносят в имение в паланкине, но самураи ругают её за то, что она опустилась, и отправляют её домой, разрешая увидеть сына напоследок мельком.
Фильм заканчивается видом О-Хару-нищенки, ходящей по бедным кварталам, прося милостыню.

## В ролях
- Харуё Итикава[яп.] — фрейлина Ивабаси
- Дайскэ Като — Дадзабуро Хисая, клиент Кохэя
- Цукиэ Мацуура — мать О-Хару
- Тосиро Мифунэ — Кацуносукэ
- Кикуэ Мори — монахиня
- Тораносукэ Огава — гонец
- Акира Оидзуми — Бункэй, работник Кохэя
- Садако Савамура — О-Васа, жена Кохэя
- Бункэй Сиганоя — Дзихэй, работник Кохэя
- Масао Симидзу — Кику-но Кодзи
- Эйтаро Синдо — торговец Кохэй
- Итиро Сугай — отец О-Хару
- Кинносукэ Такамацу — управляющий борделем Маруя
- Кинуё Танака — О-Хару
- Дзюкити Уно — второй муж О-Хару, Якити
- Юрико Хамада[яп.] — придворная дама Китиока
- Комако Хара[яп.] — придворная дама Кудзуи
- Хисако Яманэ — жена даймё Мацудайры
- Эйсиро Янаги — фальшивомонетчик

## Премьеры
- — национальная премьера фильма состоялась 17 апреля 1952 года[16].
- — европейская премьера фильма прошла 25 августа 1952 года в рамках XIII Венецианского кинофестиваля[16]
- — в советском прокате с 19 августа 1963 года под названием «Жизнь без счастья»[комм. 1][17]
- — премьерный показ в США — 20 апреля 1964 года[16]
- — впервые показан современному российскому зрителю 18 октября 2002 года под названием «Жизнь О'Хару, куртизанки» в рамках ретроспективы фильмов Кэндзи Мидзогути в московском Музее кино[18].

## О фильме
Кэндзи хотел снять фильм по рассказам Сайкаку примерно с 1945 года. Кинокомпания Сётику отказала ему, и он перешёл в Синтохо.
В литературном первоисточнике падение О-Хару происходит из-за её неуёмной тяги к сексу; Мидзогути гуманизировал тему: судьба изначально добродетельной О-Хару является результатом несправедливости и безучастности общества. Сам режиссёр говорил, что любит Ихару Сайкаку за «критику цивилизации». Многие персонажи подчёркивают пороки классового общества: благородного происхождения О-Хару продана отцом в публичный дом; низкорождённый фальшивомонетчик получает лучший сервис за деньги. Одной из идей кинофильма является демонстрация буддийского принципа неотвратимой расплаты за грехи, первым из которых была влюблённость О-Хару в простолюдина. После этого события её жизнь начинает всё быстрее катиться под откос. «Жизнь О-Хару» демонстрирует инфантилизацию женщин обществом, от которой нет спасения ни среди элит, ни в низах: даже родив долгожданного наследника влиятельному Мацудайре, О-Хару должна говорить, что это было «ей позволено».
Общее настроение фильма — меланхолическое раздумье о былом. Как и в других фильмах Мидзогути, здесь много длинных планов и очень мало крупных, а в актёрской игре прослеживаются заимствования из традиции кабуки. Камера обычно отстранена от действия, однако это не создаёт ощущения отчуждённости. Съёмки проходили в Киото, а стоимость фильма была примерно в шесть раз больше средней японской картины тех лет.
О Мидзогути отзывались как о безжалостном к себе и команде режиссёре, который мог прождать годы лишь затем, чтобы снять лучших актёров даже на небольших ролях. «Жизнь О-Хару» считается первым фильмом в заключительном, «золотом» периоде творчества Кэндзи, когда он наконец перестал быть связан ограничениями продюсеров и смог вернуться от конъюнктурных патриотических картин к своей излюбленной теме женских страданий и классового неравенства. Фильм стал второй (после Расёмона Куросавы) японской кинолентой, получившей международную награду — приз за лучшую режиссуру на Венецианском кинофестивале 1952 года. В само́й Японии кинокартина была принята несколько холодно. Мидзогути же считал, что это его лучший фильм.

## Комментарии
1. ↑  В советском прокате фильм демонстрировался с 19 августа 1963 года под названием «Жизнь без счастья», р/у Госкино СССР № 1191/63 (до 1 августа 1968 года) — опубликовано: «Аннотированный каталог фильмов выпуска 1963 года», «Искусство», М.-1964, стр. 23.